# Sånghonungsfågel
Sånghonungsfågel (Lichenostomus virescens) är en fågel i familjen honungsfåglar inom ordningen tättingar.

## Utbredning och systematik
Sånghonungsfågel delas in i fyra underarter:
- Gavicalis virescens cooperi – förekommer i norra Australien (Arnhem Land, Melvilleön, Groote Eylandt)
- Gavicalis virescens sonorus – förekommer i centrala Queensland och New South Wales till södra Victoria och sydöstra South Australia
- Gavicalis virescens virescens – förekommer i Shark Bay, Western Australia till västra kusten av South Australia
- Gavicalis virescens forresti – förekommer i det inre av Australien, till kusten i västra Western Australia

## Status och hot
Arten har ett stort utbredningsområde och tros öka i antal. Internationella naturvårdsunionen IUCN listar den därför som livskraftig (LC).

## Bilder

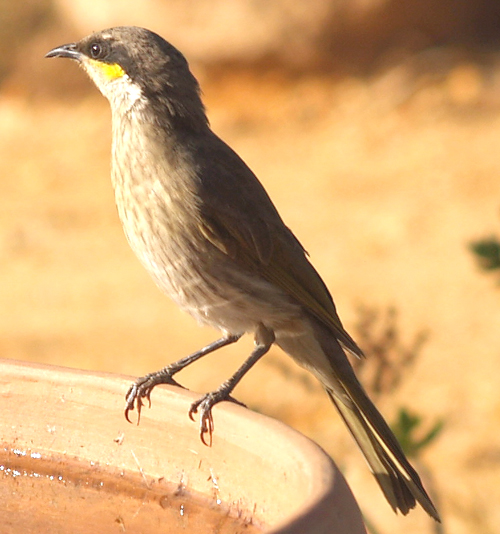
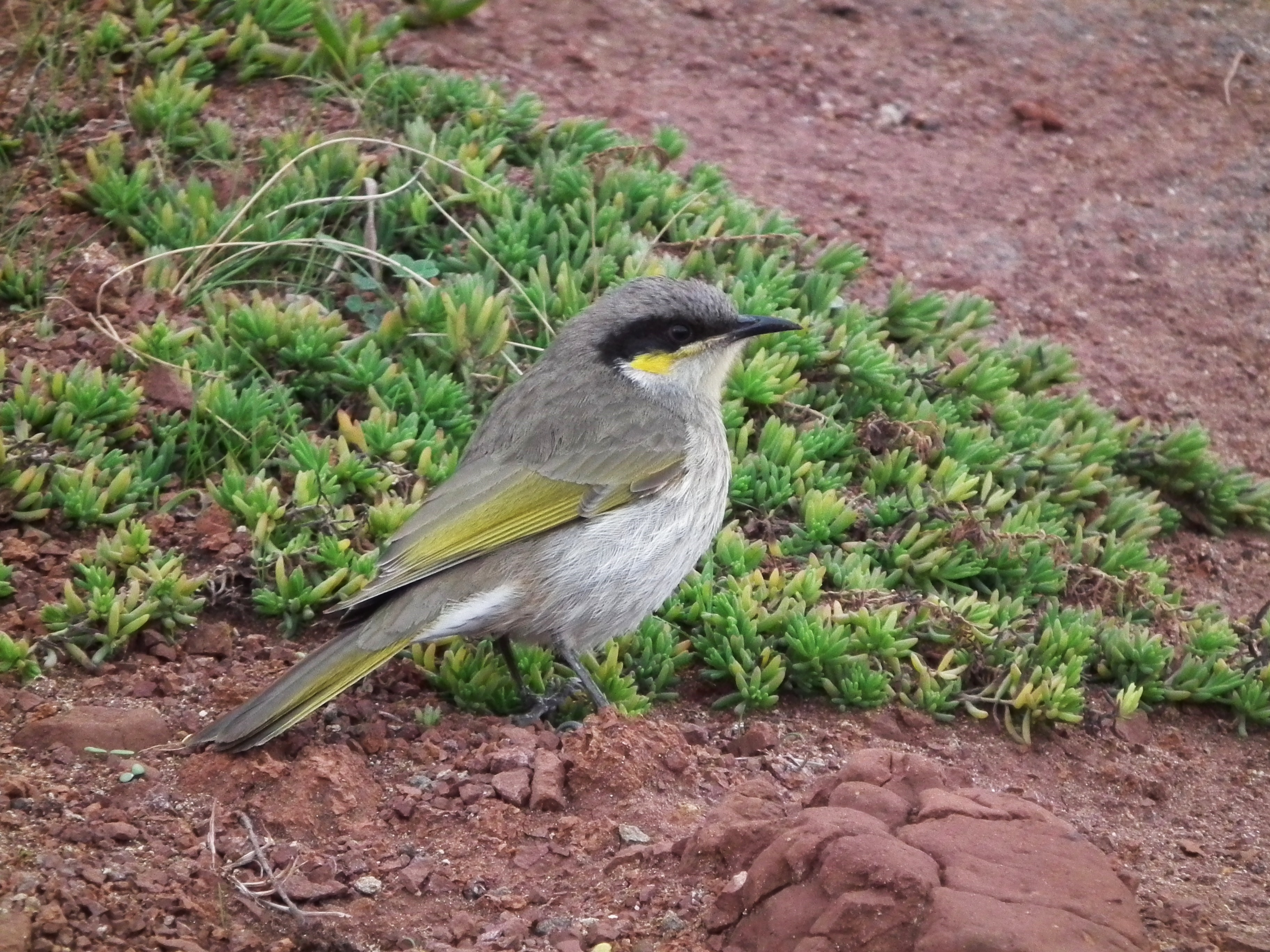